# Donato Acciaiuoli
Donato Acciaiuoli (Florença, 1429 — Milão, 28 de agosto de 1478) foi um escritor, político e humanista italiano, defensor da República em 1473. Com a sua obra (traduções de Plutarco, comentários a Aristóteles) contribuiu para a divulgação da cultura clássica e da filosofia aristotélica.